# Pterotarsus
Pterotarsus là một chi bọ cánh cứng trong họ 
Elateridae.
Chi này được miêu tả khoa học năm 1831 bởi Guérin-Méneville.

## Các loài
Các loài trong chi này gồm:
- Pterotarsus histrio Guérin-Méneville, 1831
- Pterotarsus militaris Lucas
- Pterotarsus tripunctatus (Guerin-Meneville)